# 38827 ter Kuile
38827 ter Kuile è un asteroide della fascia principale. Scoperto nel 2000, presenta un'orbita caratterizzata da un semiasse maggiore pari a 2,278496 UA e da un'eccentricità di 0,067999, inclinata di 4,354249° rispetto all'eclittica.